# Miriam Cani
Miriam Cani (ur. 30 maja 1985 w Elbasanie) – albańska piosenkarka.

## Życiorys
W wieku 5 lat, wraz z rodzicami i bratem przeniosła się do Heidelbergu, gdzie rozpoczęła karierę muzyczną w 2003 roku jako członkini popowego zespołu Preluders.
W 2007 roku była prezenterką telewizyjną pracującą w telewizji SKY Network TV. W 2011 roku wzięła udział w The Voice of Albania. Zamieszkała w Tiranie.

## Teledyski[1]
| Rok  | Teledysk           |
| ---- | ------------------ |
| 2012 | Pergjithmone       |
| 2013 | Ti s'e di përse    |
| 2013 | I paprekshëm       |
| 2013 | Labrint            |
| 2014 | Shiu im            |
| 2014 | Bring the rain     |
| 2017 | Meteor             |
| 2017 | Dhurata            |
| 2017 | More than a song   |
| 2018 | Në parajsë         |
| 2019 | Duamë              |
| 2021 | Zemër përmbi zemër |

## Nagrody
W 2009 roku została uhonorowana przez prezydenta Albanii tytułem Ambasadora Narodu (alb. Ambasador i Kombit).

## Życie prywatne
Ma brata, Silviego, oraz rodziców: Laurettę i Agima. Mówi płynnie po albańsku, niemiecku i angielsku.
Jest w związku małżeńskim z Albanem Skënderajem, z którym ma dwoje dzieci: Amelię i Duama.